# Erika Grahm
Erika Grahm, född 26 januari 1991 i Kramfors i Gudmundrå församling, är en svensk före detta ishockeyspelare som sist spelade för Brynäs IF i SDHL. Grahm är vänsterforward och under sin debutsäsong i Riksserien 2008 gjorde hon 12 poäng (6 mål+6 assist) på 13 matcher. Grahm gjorde Modos historiska första mål i Riksserien när hon gjorde 1–0 02:11 in på andra perioden borta mot Skellefteå AIK den 16 januari 2008. Erika Grahm var med i det svenska laget som spelade hem bronset i JVM 2009, och VM-debut med landslaget 2011 i Schweiz där Sverige kom på femte plats. Grahm gjorde 6 poäng (3+3) på fem matcher.

## Meriter
- SM-brons 2008, 2009, 2010
- JVM-brons 2009
- VM 2011: 5:a

## Klubbar
- Kramfors-Alliansen (moderklubb)
- Örnsköldsviks SK
- Modo Hockey
- Brynäs IF

## Statistik
|              |              |              |         | Grundserien | Grundserien | Grundserien | Grundserien |     | Slutspel | Slutspel | Slutspel | Slutspel |
| Säsong       | Lag          | Serie        | Matcher | Mål         | Assist      | Poäng       | Matcher     | Mål | Assist   | Poäng    |          |          |
| 2008         | MoDo Hockey  | Riksserien   | 13      | 6           | 6           | 12          | 4           | 1   | 0        | 1        |          |          |
| 2008/2009    | MoDo Hockey  | Riksserien   | 20      | 10          | 10          | 20          | 7           | 5   | 1        | 6        |          |          |
| 2009/2010    | MoDo Hockey  | Riksserien   | 25      | 8           | 15          | 23          | 5           | 1   | 2        | 3        |          |          |
| 2010/2011    | MoDo Hockey  | Riksserien   | 28      | 20          | 12          | 32          | 2           | 1   | 1        | 2        |          |          |
| Poäng totalt | Poäng totalt | Poäng totalt | 86      | 44          | 43          | 87          | 18          | 8   | 4        | 12       |          |          |
| ------------ | ------------ | ------------ | ------- | ----------- | ----------- | ----------- | ----------- | --- | -------- | -------- | -------- | -------- |